# バディSC
バディSC（バディサッカークラブ）は、バディサッカークラブが運営する男子クラブチームで、東京都世田谷区に拠点を置き、小・中学生年代のみのチームである。
バディサッカークラブが他に運営するバディSC江東・バディSCはるひ野・バディSC八王子の男子3チームとバディFCの女子チームとは兄弟チームである。

## 特徴
カテゴリーは幼稚園児・小学生年代（第4種/ジュニア）と中学生年代（第3種/ジュニアユース）であり、高校生年代（第2種/ユース）のチームは持たない。入会に際し、セレクション等は行っておらず、サッカーに興味のある男子ならば原則入会可能である。
※ジュニアユース年代に限りセレクションがある。
獲得した全国タイトルは、計4回（全国少年少女草3回、全農チビリンピック1回）を誇る。

## 獲得タイトル
- 全国少年少女草サッカー大会

優勝6回（2007年、2008年、2009年、2019年、2023年、2024年）
- 全農チビリンピック 全国大会

優勝1回（1999年）